# Konoida

Animacja konoidy

Konoida – powierzchnia prostokreślna powstała jako suma prostych przecinających pewną ustaloną prostą i równoległych do ustalonej płaszczyzny, np. paraboloida hiperboliczna. Proste te nie muszą być równoległe do siebie.
Przykładem jest konoida Plückera dana przez układ:
{\displaystyle {\begin{cases}x=u\cos v\\y=u\sin v\\z=a\sin 2v\end{cases}}}